# María de las Mercedes af Orleans
María de las Mercedes af Orleans (spansk: María de las Mercedes Isabel Francisca de Asís Antonia Luisa Fernanda Felipa Amalia Cristina Francisca de Paula Ramona Rita Cayetana Manuela Juana Josefa Joaquina Ana Rafaela Filomena Teresa Santísima Trinidad Gaspara Melchora Baltasara de Todos los Santos de Orleans y Borbón) (født 24. juni 1860 på kongeslottet i Madrid, Spanien, død 26. juni 1878 samme sted) var en fransk-spansk prinsesse, der kortvarigt blev Spaniens dronning i 1878.

## Forfædre
María de las Mercedes var søsterdatter til Isabella 2. af Spanien. Hun var sønnedatter af Ludvig-Filip af Frankrig og datterdatter af Ferdinand 7. af Spanien.
María de las Mercedes var oldedatter af Ludvig Filip 2. af Orléans, Ferdinand 1. af Begge Sicilier, Maria Karolina af Østrig, Karl 4. af Spanien og Frans 1. af Begge Sicilier.

## Tiden som dronning
María de las Mercedes blev den 23. januar 1878 gift med sin fætter Alfons 12. af Spanien ved et stort bryllup i Real basílica de Nuestra Señora de Atocha i Madrid. Kort tid efter brylluppet blev hun angrebet af tyfus, og hun døde som 18-årig den 26. juni 1878. 